# Арсо Йованович

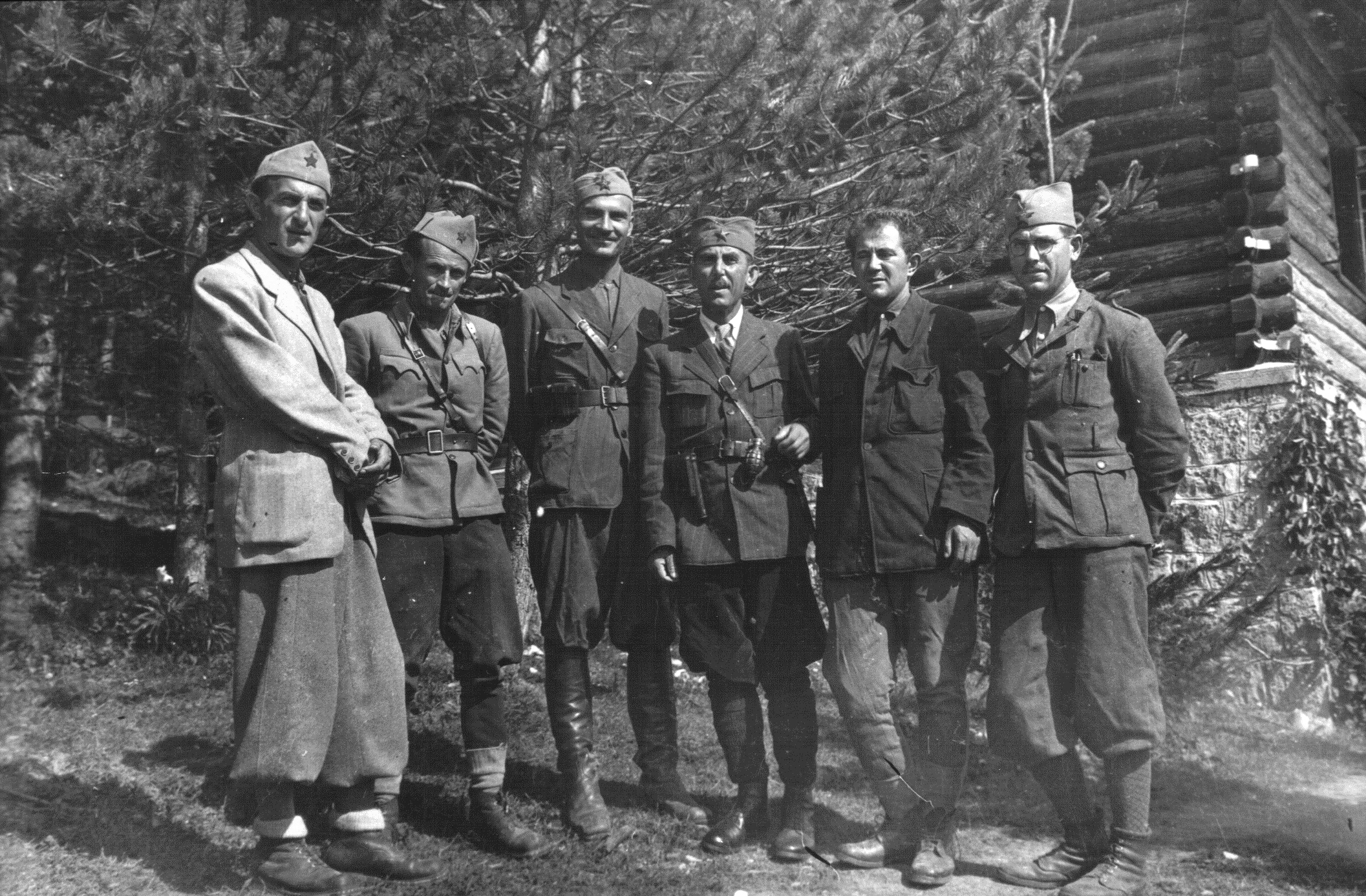
Зліва направо: Володимир Попович, Іван Рукавина, Арсо Йованович, Саво Орович, Мілован Джилас і Павло Ілич

Арсо Йованович (серб. Арсо Јовановић / Arso Jovanović; 24 березня 1907, Завала — 12 серпня 1948, біля Вршаца, югославсько-румунський кордон) — югославський чорногорський військовий діяч, генерал-полковник, учасник Другої світової війни. З 12 грудня 1941 року був начальником Верховного штабу Народно-визвольної армії Югославії, з 1 березня 1945 до серпня 1948 року — начальником Генерального штабу Югославської армії (ЮА).

## Біографія

### Довоєнні роки
Народився 24 березня 1907 року в селі Завала поблизу Підгориці, предки належали до плем'я пепері. Родом із військової родини, його батько до 1910 року служив в армії Королівства Сербії, у Белградському артилерійському полку. Його кровний родич — очільник народновизвольної армії Югославії, комуніст Блажо Йованович. Закінчив середню школу в Нікшичі, 1925 року вступив до Військової академії Белграда. Навчався на одному курсі з Велімиром Терзичем і Петаром Четковичем. Завдяки своєму таланту швидко вибився у лідери серед студентів, після чого отримав пропозицію продовжити навчання у Франції, куди відправляли кадетів.
Військову академію закінчив з вищим балом у 1928 році, після чого вступив до Вищої школи військової академії та закінчив її 1934 року. На той момент він дослужився до звання поручника, але продовжив своє навчання і закінчив додаткові курси 1940 року. Звання капітана отримав 18 січня 1938 року і був запрошений до генштабу Королівської армії на прийом, звання капітана першого класу — 20 грудня 1938 року. За оцінкою військових фахівців та військового міністра Милана Недича, Арсо вважався одним із найкращих військових того часу. Спочатку його призначили командиром роти у Школі офіцерів запасу, а потім командиром навчального батальйону у Школі офіцерів сухопутних військ.
Незадовго до початку війни з Німеччиною Арсо одружився зі студенткою юридичного факультету Белградського університету Ксенії Вуїч. Через війну наступного разу вони побачилися лише у Дрварі 1944 року.

### Квітнева війна
Коли почалася війна з Німеччиною, Арсо на той час командував Джацьким батальйоном (2-га армійська група генерала Драгослава Мільковича). Йовановичу було доручено прямувати на дорогу Сараєво-Травник, де він мав захищати ключові точки фронту разом з Драже Михайловичем, Міодрагом Палошевичем і Радославом Джуричем. 15 квітня сили югославських військ вичерпалися, і німці увірвалися до міста. Йованович вирішив відступити і тим самим порушив наказ про підтримку військ Михайловича поблизу Дервети. Арсо не хотів потрапити в полон до німців, внаслідок чого утік у своє село.

### Народно-визвольна війна. Повстання проти італійців
Арсо Йованович пішов у партизани, але продовжував носити форму армії Королівства Югославія. Серед його соратників із Королівської армії були полковник Саво Орович, підполковник Велько Булатович, капітан першого класу Петар Четкович. Партизанськими загонами командували Пеко Дапчевич, Владо Четкович, Йово Капічич й інші колишні королівські офіцери.
Влітку 1941 року чорногорці стали готувати антифашистське повстання. Хоча чіткий план дії партизанів так і не був вироблений, всі вони виявили бажання допомогти військам НОАЮ. Йовановича призначили командиром військ у Црмниці. 12 липня 1941 року чорногорські колабораціоністи проголосили незалежність від окупованої Югославії, але вже вранці наступного дня у містах Чорногорії почалася стрілянина. Вся країна буквально схопилася на ноги: партизани почали боротися з італійськими гарнізонами, а більшість простих громадян вступили в бої з карабінерами в містах. Сам Йованович на чолі своїх військ зумів розгромити італійський батальйон, захопити дві тисячі полонених солдатів та величезну кількість припасів та трофеїв. Партизани і колишні королівські військові поділили трофеї порівну, і в такий спосіб капітан Йованович виявив як талант командира і хоробрість бійця, а й мудрість керівника.
Він завоював авторитет серед партизанів і колишніх королівських офіцерів: аж до кінця війни та виведення партизанських військ з Чорногорії він носив капітанський мундир. Завдяки своєму досвіду його призначили начальником штабу НОАЮ у Чорногорії, де він перебував до грудня. Тим часом сил чорногорців не вистачало для того, щоб впоратися з італійськими військами, і ті перекинули цілий армійський корпус і ще три дивізії додатково. Капітан Йованович опинився у скрутному становищі: йому довелося боротися з противником у нерівних умовах. Він спробував прорватися до Цетіньє, де партизани захопили в полон італійського губернатора, але італійці врятували свого ставленика і витіснили партизанів. Спроба взяти Колашин і Шавник не увінчалася успіхом.

### Народно-визвольна війна. Облога Плевлі
Невдачі викликали зростання невдоволення серед місцевого населення, оскільки від партизанів чекали більшого. Усвідомивши ситуацію, що склалася, Йованович наказав усім військам відступити і не вступати в бої до прибуття військ з Санджака. Для наступної операції чорногорці зібрали 3500 людей. 20 листопада чорногорці вирушили зі своєї країни і розпочали широкомасштабний наступ до міст Колашин, Мойковаць, Міоче, Доня-Морача, Горня-Морача, Боан, Джурджевича-Тара, Никшич, Шавник і Жабляк.
Йованович отримав наказ взяти Плєвлю за будь-яку ціну, хоча в штабі НОАЮ знайшлися люди, які заперечували цю атаку. 1 грудня 1941 року війська атакували місто. Йованович наказував штурмувати місто, попри постійні удари з боку італійців. Коли місто опинилося майже повністю в руках партизанів, італійці завдали несподіваного удару і вибили чорногорців з міста. Втрати партизанів склали 237 особи вбитими, а в італійців — всього 74 особи. Після невдалої битви Йовановича викликали до Верховного штабу НОАЮ.

### Народно-визвольна війна. Робота у Верховному штабі
Багато хто вважав, що Йованович розжалують після такої поразки при Плєвлі, проте йому дуже пощастило: його не лише не розжалували, а й призначили начальником Верховного штабу партизанських військ (раніше цю посаду обіймав Бранко Полянц). Це сталося 12 грудня 1941 року. Йованович працював начальником Верховного штабу аж до кінця війни: він зумів написати звіт про бойові дії партизанів у Чорногорії та битву при Плєвлі з урахуванням усіх найдрібніших деталей, а також пояснив причини невдач партизанських військ. За його словами, багато солдатів були новобранцями і не розуміли, де, коли і з ким вони боротимуться. 1944 року він провів перші уроки у першій партизанській офіцерській школі в Дрварі.
Того ж року Йованович не тільки зустрівся зі своєю дружиною Ксенією, але й брав участь у відбитті десанту військ СС на Дрвар. Коли парашутисти полку Бранденбург-800 вже підійшли до печери, де ховався лідер партизанського руху, Йованович в буквальному смислі витяг Йосипа Броза Тіто звідти і спішно відвів до партизанів, запобігши його захопленню в полон або можливу загибель.

### Після війни
1 березня 1945 року Йованович призначений начальником Генштабу ЮА, дослужився до звання генерал-полковника. У червні 1948 року, коли Комінформ почав провадити активну кампанію з дискредитації Йосипа Броза Тіто, Арсо вирішив тікати з країни, оскільки у нього виникли розбіжності з Тіто: хоча сам Йованович завдяки своїм працям фактично склав ідеальний план партизанської війни на території Югославії. Йосип прагнув це приховати і привласнити більшу частину заслуг саме собі. Зрештою, терпець Йовановича урвався, і він вирішив разом із полковником Владо Дапчевичем і генералом Бранком Петричевичем втекти до Румунії. Прикриваючись тим, що він з друзями збирається на полювання, 11 серпня 1948 року ввечері Йованович утік на югославсько-румунський кордон. Його помітили прикордонники і кинулися за ним у погоню, і врешті-решт був застрелений під час спроби втекти. Тоді ж вбили і командира прикордонної застави Арбаяца. Петричевич спробував приховати цей факт, проте його заарештували за звинуваченням у спробі втечі.
Смерть Йовановича обросла численними легендами: за однією з них Йовановича застрелили секретні агенти Тіто, оскільки він представляв серйозну загрозу для керівника соціалістичної Югославії; за іншою версією, Йовановича вбили ще раніше, а тіло просто підкинули на кордон, щоб ще більше показати Йовановича як державного зрадника.

## Нагороди
Нагороджений югославськими орденами Партизанської зірки III ступеня та «За хоробрість», а також пам'ятною партизанською медаллю 1941 року. Нагороджений також радянськими Орденами Суворова та Кутузова І ступеня.

## Сім'я
З дружиною мав двох дочок. Його сестра Мілюша також брала участь у війні.